# Сребрна (Плонський повіт)
Сребрна (пол. Srebrna) — село в Польщі, у гміні Нарушево Плонського повіту Мазовецького воєводства.
Населення — 177 осіб (2011).
У 1975-1998 роках село належало до Цехановського воєводства.

## Демографія
Демографічна структура станом на 31 березня 2011 року:
|          | Загалом | Допрацездатний вік | Працездатний вік | Постпрацездатний вік |
| -------- | ------- | ------------------ | ---------------- | -------------------- |
| Чоловіки | 88      | 19                 | 62               | 7                    |
| Жінки    | 89      | 22                 | 44               | 23                   |
| Разом    | 177     | 41                 | 106              | 30                   |